# Saint-Gervais-du-Perron
Saint-Gervais-du-Perron és un municipi francès situat al departament de l'Orne i a la regió de Normandia. L'any 2007 tenia 315 habitants.

## Demografia

### Població
El 2007 la població de fet de Saint-Gervais-du-Perron era de 315 persones. Hi havia 113 famílies de les quals 24 eren unipersonals (16 homes vivint sols i 8 dones vivint soles), 28 parelles sense fills, 57 parelles amb fills i 4 famílies monoparentals amb fills.
La població ha evolucionat segons el següent gràfic:
Habitants censats

### Habitatges
El 2007 hi havia 141 habitatges, 113 eren l'habitatge principal de la família, 14 eren segones residències i 14 estaven desocupats. 136 eren cases i 4 eren apartaments. Dels 113 habitatges principals, 94 estaven ocupats pels seus propietaris, 17 estaven llogats i ocupats pels llogaters i 2 estaven cedits a títol gratuït; 1 tenia una cambra, 2 en tenien dues, 13 en tenien tres, 37 en tenien quatre i 60 en tenien cinc o més. 88 habitatges disposaven pel capbaix d'una plaça de pàrquing. A 32 habitatges hi havia un automòbil i a 75 n'hi havia dos o més.

### Piràmide de població
La piràmide de població per edats i sexe el 2009 era:
| Homes | Edats   | Dones |
| ----- | ------- | ----- |
| 0     | 95 o +  | 0     |
| 0     | 90 a 94 | 1     |
| 1     | 85 a 89 | 1     |
| 4     | 80 a 84 | 2     |
| 5     | 75 a 79 | 2     |
| 7     | 70 a 74 | 5     |
| 5     | 65 a 69 | 8     |
| 5     | 60 a 64 | 3     |
| 4     | 55 a 59 | 4     |
| 11    | 50 a 54 | 9     |
| 8     | 45 a 49 | 9     |
| 12    | 40 a 44 | 10    |
| 9     | 35 a 39 | 14    |
| 12    | 30 a 34 | 13    |
| 9     | 25 a 29 | 6     |
| 8     | 20 a 24 | 9     |
| 10    | 15 a 19 | 13    |
| 11    | 10 a 14 | 16    |
| 18    | 5 a 9   | 6     |
| 6     | 0 a 4   | 7     |

## Economia
El 2007 la població en edat de treballar era de 207 persones, 164 eren actives i 43 eren inactives. De les 164 persones actives 149 estaven ocupades (78 homes i 71 dones) i 15 estaven aturades (10 homes i 5 dones). De les 43 persones inactives 13 estaven jubilades, 17 estaven estudiant i 13 estaven classificades com a «altres inactius».

### Ingressos
El 2009 a Saint-Gervais-du-Perron hi havia 121 unitats fiscals que integraven 360 persones, la mediana anual d'ingressos fiscals per persona era de 16.005,5 €.

### Activitats econòmiques
Dels 6 establiments que hi havia el 2007, 1 era d'una empresa extractiva, 4 d'empreses de construcció i 1 d'una empresa classificada com a «altres activitats de serveis».
Dels 5 establiments de servei als particulars que hi havia el 2009, 2 eren paletes, 1 fusteria, 1 electricista i 1 perruqueria.
L'any 2000 a Saint-Gervais-du-Perron hi havia 11 explotacions agrícoles que ocupaven un total de 490 hectàrees.

## Equipaments sanitaris i escolars
El 2009 hi havia una escola elemental integrada dins d'un grup escolar amb les comunes properes formant una escola dispersa.

## Poblacions més properes
El següent diagrama mostra les poblacions més properes.